# Richard Kersten
Richard Edward Kersten (* 1949 in Newcastle, England) ist ein britisch-deutscher Musiker.
Kersten zog mit seinen Eltern im Alter von elf Jahren nach Frankfurt am Main. Er ist im Besitz der doppelten Staatsangehörigkeit, wuchs zweisprachig auf und absolvierte ein Lehramtsstudium in Frankfurt.
Seit Mitte der 1970er Jahre ist er als Gitarrist, Sänger und Songschreiber in vielen Formationen (so z. B. Beatles Revival Band, Galaxy/Waniyetula, Cave Men, Thanx und Papa Zoot Band) tätig. Außerdem hatte er Soloprojekte unter seinem Namen und R.E.K. (nach seinen Initialen).
Zusammen mit Ronny Paul betreibt er in Frankfurt die Help Music Productions.

## Diskografie
Mit Galaxy
- 1974: LP Nature´s Clear Well, Breeze Music

Mit Thanx
- 1976: Singles: Love me Baby, love me do sowie Suzee´s Party Tonight, Jupiter Records

Mit Beatles Revival Band
- 1977: LP Beatles songs in Deutsch, Teldec
- 1977: LP LIVE, Teldec
- 1978: LP Ein Flug in die DDR, Metronome

Als Richard Kersten
- 1981: LP Ensenada Amiga, Jupiter Recordals R.E.K.
- 1983: LP R.E.K. 1 (mit Computer haben Herzschmerz), RCA

Mit Waniyetula
- 2006: Iron City, Garden of Delight